# 谷口木乃実
谷口 木乃実（たにぐち このみ、1996年8月23日 - ）は、京都府城陽市出身の元女子サッカー選手。現役時代のポジションはフォワード。

## 来歴

### ユース
日本人の父と韓国人の母のハーフ。小学生の時に兄弟に触発されてサッカーを始め、男子チームと女子チームを掛け持ちする。京都精華女子高校ではキャプテンを務め、2014年のインターハイでは準優勝を経験する。京都教育大学では経験者が少ないためコーチを兼任、関西学生選抜にも選出された。

### シニア
2017年、大学に在籍したまま、コノミヤ・スペランツァ大阪高槻に加入。エースストライカーとしてリーグ戦全試合に出場して、リーグ4位タイの8得点を挙げ、なでしこリーグ2部新人賞を受賞した。
2018年1月、バニーズ京都SCに移籍。同月、日本女子代表候補に初選出される。続けて2月のなでしこチャレンジトレーニングキャンプにも選出され、トレーニングマッチではサイドバックに挑戦した。
2021年、サンフレッチェ広島レジーナに移籍。
2023年6月29日、岡山湯郷Belleへの移籍が発表された。
2024年12月18日、引退が発表された。

## 所属クラブ
- 古川SSS
- 京都精華女子中学校
- 京都精華女子高等学校サッカー部
- 京都教育大学女子サッカー部
- 2017年 コノミヤ・スペランツァ大阪高槻
- 2018年 - 2020年 バニーズ京都SC
- 2021年 - 2023年 サンフレッチェ広島レジーナ
- 2023年 - 2024年 岡山湯郷Belle

## 個人成績

### クラブ
| 国内大会個人成績 | 国内大会個人成績               | 国内大会個人成績 | 国内大会個人成績 | 国内大会個人成績 | 国内大会個人成績 | 国内大会個人成績 | 国内大会個人成績 | 国内大会個人成績 | 国内大会個人成績 | 国内大会個人成績 | 国内大会個人成績 |
| 年度             | クラブ                         | 背番号           | リーグ           | リーグ戦         | リーグ戦         | リーグ杯         | リーグ杯         | オープン杯       | オープン杯       | 期間通算         | 期間通算         |
| 年度             | クラブ                         | 背番号           | リーグ           | 出場             | 得点             | 出場             | 得点             | 出場             | 得点             | 出場             | 得点             |
| 日本             | 日本                           | 日本             | 日本             | リーグ戦         | リーグ戦         | リーグ杯         | リーグ杯         | 皇后杯           | 皇后杯           | 期間通算         | 期間通算         |
| ---------------- | ------------------------------ | ---------------- | ---------------- | ---------------- | ---------------- | ---------------- | ---------------- | ---------------- | ---------------- | ---------------- | ---------------- |
| 2017             | コノミヤ・スペランツァ大阪高槻 | 27               | なでしこ2部      | 18               | 8                | 8                | 2                | 2                | 2                | 28               | 12               |
| 2018             | バニーズ京都SC                 | 9                | なでしこ2部      | 9                | 1                | 0                | 0                | 1                | 0                | 10               | 1                |
| 2019             | バニーズ京都SC                 | 9                | なでしこ2部      | 17               | 0                | 10               | 4                | 2                | 0                | 29               | 4                |
| 2020             | バニーズ京都SC                 | 9                | なでしこ2部      | 18               | 4                | -                | -                | 1                | 0                | 19               | 4                |
| 2021-22          | サンフレッチェ広島レジーナ     | 13               | WE               | 20               | 2                | -                | -                | 2                | 0                | 22               | 2                |
| 2022-23          | サンフレッチェ広島レジーナ     | 13               | WE               | 19               | 2                | 4                | 1                | 2                | 0                | 25               | 3                |
| 2023             | 岡山湯郷Belle                  | 39               | なでしこ2部      | 2                | 0                | -                | -                | 2                | 0                | 4                | 0                |
| 2024             | 岡山湯郷Belle                  | 9                | なでしこ2部      | 22               | 9                | -                | -                | 4                | 1                | 26               | 10               |
| 通算             | 日本                           | 日本             | 1部              | 39               | 4                | 4                | 1                | 4                | 0                | 47               | 5                |
| 通算             | 日本                           | 日本             | 2部              | 62               | 13               | 18               | 6                | 6                | 2                | 86               | 21               |
| 通算             | 日本                           | 日本             | 3部              | 24               | 9                | -                | -                | 6                | 1                | 30               | 10               |
| 総通算           | 総通算                         | 総通算           | 総通算           | 125              | 26               | 22               | 7                | 16               | 3                | 163              | 36               |

- 日本女子サッカーリーグ
  - 初出場 - 2017年3月25日 なでしこリーグ2部 第1節 オルカ鴨川FC戦 (高槻市萩谷総合公園サッカー場)
  - 初得点 - 2017年4月23日 なでしこリーグ2部 第5節 セレッソ大阪堺レディース戦 (J-GREEN堺S1メインフィールド)

- WEリーグ
  - 初出場 - 2021年9月12日 第1節 ちふれASエルフェン埼玉戦 (熊谷スポーツ文化公園陸上競技場)
  - 初得点 - 2021年10月16日 第6節 三菱重工浦和レッズレディース戦 (浦和駒場スタジアム)

## タイトル

### クラブ
- 岡山湯郷Belle
  - なでしこリーグ2部: 1回 (2024)

### 個人
- なでしこリーグ2部 新人賞（2017）